# Мова тюрки
Тюрки́ — тюркська літературна мова, використовувана на письмі від XIII до початку XX століття представниками здебільшого тюркських народів.

## Виникнення та розвиток
Мова тюрки виникла на основі (карлуцько-хорезмійських) мов.
Попри наявність кількох регіональних варіантів, існувала певна єдність мови тюрки. Ця єдність була насамперед обумовлена:
- близькістю тюркських мов одна до одної;
- активними культурно-мовними взаємозв'язками між різними тюрксько-ісламськими ареалами;
- використанням літер мови фарсі, тобто перської писемності, що виникла з арабської, у якій голосні звуки графічно не відображалися повністю, тому те саме слово в різних регіонах читалося варіативно, відповідно до місцевої вимовної традиції;
- великим обсягом арабо-перських лексичних запозичень[3].

## Регіональні варіанти тюрки
Регіональні варіанти тюрки й тюркські мовні ареали, що перебували під впливом цієї мови:
- золотоординський середньоазійський (карлуцько-хорезмійський) — карлуцько-хорезмійський (узбецький, уйгурський);
- золотоординський кипчацький (арало-каспійський) — кипчацько-ногайський (каракалпацький, казахський, кипчацько-узбецький), киргизько-кыпчацький (киргизький);
- золотоординський східноогузький — східноогузький (туркменський, хорезмський (діалект узбецької мови), хорасансько-тюркський);
- золотоординський поволзький — кипчацько-булгарський (татарський, башкирський);
- північнокавказький — кипчацький (кумицький, карачаєво-балкарський), кипчацько-огузька (північна сельджуцька) — північний азербайджанський; кипчацько-ногайський (ногайський);
- малоазійський — південний огузо-сельджуцький (турецький);
- кримський — кримськотатарські ареали огузо-сельджуцький, кипчацько-булгарський, кипчацько-ногайський залежно від діалекту.

### Пам'ятки
Мовою тюрки написано такі твори тюркської літератури, як-от: поема «Кийсса-і Йосиф» Кул Галі, «Гулістан бит-тюрки» Сейфа Сараї, «Мухаббат-наме» ал-Хорезмі, «Хосров і Ширін» Кутба, «Нахдж ал-фарадис» Махмуда ас-Сараї ал-Булгарі, «Історяя пророків» Рабгузі, «Төхфеї мердан» і «Нури-Содур» Мухамед'яра та багато інших.
У художній літературі й різноманітних царинах суспільного життя мова тюрки активно функціонувала до початку XX століття.